# ساربینووو (استان لوبوسکی)
ساربینووو (به لهستانی:  Sarbinowo) یک روستا در لهستان است که در گمینا دوبیگنگو واقع شده‌است. ساربینووو ۱۰۵ نفر جمعیت دارد.